# جیمز بو، امپراتور لاتین
جیمز بو (فرانسوی: Jacques des Baux‎؛ م. ۷ ژوئیه ۱۳۸۳) آخرین امپراتوری اسمی قسطنطنیه از سال ۱۳۷۴ تا ۱۳۸۳ میلادی بود. وی از خاندان بو و فرزند فرانسیس، دوک آندریا و مارگارت، دختر فیلیپ یکم، شاهزاده تارانتو بود. وی پس از دایی‌اش عنوان امپراتور لاتین را دریافت کرد اما به دلیل نداشتن وارث، وی مبدل به آخرین امپراتور لاتین شد.